# Super Mario World
Super Mario World (Japans: スーパーマリオワールド) is een platformspel voor de SNES en werd uitgebracht op 11 april 1992. Het spel werd ontwikkeld en uitgegeven door Nintendo en was het eerste spel bij het op de markt brengen van Nintendo's SNES-console. Het werd ook standaard bij de SNES-console geleverd. Mario heeft in het spel de hoofdrol en wordt hierbij geholpen door zijn vriend Yoshi.
Het spel is ontworpen door Shigeru Miyamoto, de muziek gecomponeerd door Koji Kondo en het uiterlijk gecreëerd door Shigefumi Hino.

## Verhaal
Princess Peach wordt ontvoerd door Bowser en Mario moet haar redden door levels te voltooien en uiteindelijk Bowser te verslaan. In zijn zoektocht moet Mario ook de 7 'kinderen' van Bowser verslaan, elk van hen heeft een baby Yoshi (in het ei) ontvoerd. Yoshi is in vier kleuren aanwezig, elk met zijn unieke eigenschappen. De rode Yoshi kan vuur spuwen, onafhankelijk van de kleur Koopaschild dat hij opeet. De blauwe Yoshi kan vliegen, eveneens onafhankelijk van het kleur schild in zijn mond. De gele Yoshi kan stampen en alle vijanden in de omgeving in één klap verslaan. De groene Yoshi is de neutrale Yoshi, hij kan vuur spuwen met rode schilden, vliegen met blauwe schilden en stampen met gele schilden. De groene schilden worden enkel uitgespuwd en hebben slechts een functie als zij vijanden of vernietigbare blokken raken.

## Power-Ups
- Super Mushroom
- Fire Flower
- Cape Feather
- Yoshi
- Star

## Bazen
De eindbazen in het spel zijn de Koopalings en Bowser.

### Iggy Koopa
Zit in het eerste kasteel. Hij neemt plaats op een platform dat heen en weer beweegt. Iggy probeert Mario in de lava te krijgen met ballen die hij naar Mario toe rolt. De manier om Iggy te verslaan is om hem in de lava te krijgen door op hem te springen.

### Morton Koopa Jr.
Zit in het tweede kasteel. Morton klimt via de muur omhoog en valt naar beneden wanneer mario onder hem staat. Mario moet 3 keer op hem springen, om Morton te verslaan.

### Lemmy Koopa
Zit in het derde kasteel. Lemmy komt uit buizen, samen met twee poppen. Op de poppen kan je niet springen, wel op de echte. De echte Lemmy is niet moeilijk te vinden: de poppen lijken niet zo veel op de echte Lemmy en de poppen bewegen niet, de echte Lemmy wel. Om het gevecht nog iets moeilijker te maken gaat er een Fire Snake door het gevecht heen.

### Ludwig von Koopa
Zit in het vierde kasteel. Hij spuwt vuur dat Mario achtervolgt. Mario moet drie keer op hem springen om hem te verslaan.

### Roy Koopa
Zit in het vijfde kasteel. Zijn gevecht is bijna hetzelfde als bij Morton, alleen bij elke keer dat je op hem springt wordt het oppervlak kleiner.

### Wendy O. Koopa
Zit in het zesde kasteel. Haar gevecht is bijna hetzelfde als bij Lemmy, alleen zijn er nu twee fire snakes.

### Larry Koopa
Zit in het zevende kasteel. Zijn gevecht is bijna hetzelfde als bij Iggy, alleen gaan er net als bij Wendy twee fire snakes door het gevecht heen.

### Bowser Koopa
Zit in het laatste kasteel. Hij vliegt hier in zijn koopa clown car. Je kan hem verslaan door Mecha-Koopa's die Bowser naar beneden gooit tegen hem aan te gooien.

## Remake
In 2002 kwam er een remake van Super Mario World op de Game Boy Advance genaamd Super Mario World: Super Mario Advance 2. Het spel kent een aantal extra's die het originele niet bevat.

## Platforms
| Jaar | Platform                |
| ---- | ----------------------- |
| 1990 | SNES                    |
| 2006 | Virtual Console (Wii)   |
| 2013 | Virtual Console (Wii U) |

Sinds 9 februari 2007 is Super Mario World ook beschikbaar op Nintendo's Virtual Console. Men kan het spel kopen voor 800 Wii Points via de Wii Points Card. In 2013 volgde een release voor de Wii U.

## Ontvangst
| Beoordeeld door                  | Platform | Datum            | Score |
| -------------------------------- | -------- | ---------------- | ----- |
| The Video Game Critic            | SNES     | 21 november 1999 | 100%  |
| The DOS Spirit                   | SNES     | 21 maart 2011    | 100%  |
| HonestGamers                     | SNES     | 13 januari 2004  | 100%  |
| Nintendo-Online.de               | Wii U    | 8 mei 2013       | 100%  |
| Computer and Video Games (CVG)   | SNES     | maart 1991       | 96%   |
| N-Force                          | SNES     | november 1992    | 92%   |
| VideoGame                        | SNES     | oktober 1991     | 90%   |
| Jeuxvideo.com                    | SNES     | 30 april 2009    | 90%   |
| Digital Entertainment News (den) | SNES     | 3 maart 2007     | 86%   |
| Nintendo Difference              | SNES     | 22 juni 2003     | 85%   |

## Trivia
- Het spel is opgenomen in het boek 1001 Video Games You Must Play Before You Die van Tony Mott.
- In seizoen 20 van Wie is de Mol? was het spelen van dit spel een van de deelopdrachten in de opdracht "Beeld en Geluid" waarbij in 40 minuten verschillende opdrachten in lasercirkels moesten worden volbracht. De kandidaten moesten minstens level 3 halen.